# 伊藤比吕美
伊藤比吕美（1955年9月13日—），日本诗人、小说家、随笔作家，翻译家。出生于日本东京。毕业于日本青山学院大学文学部日本文学科。20世纪70年代后期成名，她以女性作为诗歌表现题材，内容大胆独特。20世纪80年代开始往返于美国与日本之间。2011年10月1日后获聘熊本学园大学招聘教授。她的作品曾多次在日本获奖并深受好评。